# Голенищев, Роман Петрович
Роман Петрович Голенищев (1860 — не ранее 1918) — гражданский инженер, архитектор. Член Петербургского общества архитекторов с 1894 года. Его двоюродный брат — В. С. Голенищев.

## Биография
Родился 11 (23) июля 1860 года — сын купца первой гильдии Петра Васильевича Голенищева, брата Семёна Васильевича Голенищева. Купеческий род Голенищевых, происходивший из Казани, сумел утвердиться к середине XIX века в числе ведущих в Российской империи. 
По окончании курса в Санкт-Петербургском коммерческом училище в 1877 году поступил в Строительное училище, откуда был выпущен в 1883 году по первому разряду, со званием гражданского инженера и правом на чин X класса. В августе того же года поступил на службу инженером и землемером в Министерство государственных имуществ и был назначен на должность инженера прибалтийского управления в Риге, для надзора за всеми постройками в леснических и казённых имениях. Одновременно, он был прикомандирован к местному строительному отделению и состоял членом тюремного комитета. Спустя полтора года (в 1885 году) был назначен сверхштатным техником Лифляндского губернского правления.
В 1887 году был командирован «для занятий» в состав войсковой строительной комиссии для постройки казарм 15-го Шлиссельбургского и 16-го Ладожского пехотных полков в посаде Замброве Ломжинской губернии. Там же выполнил несколько проектов по поручению казарменной комиссии.
Женился 26 октября 1888 года на дочери статского советника Екатерине Фёдоровне Медниковой.

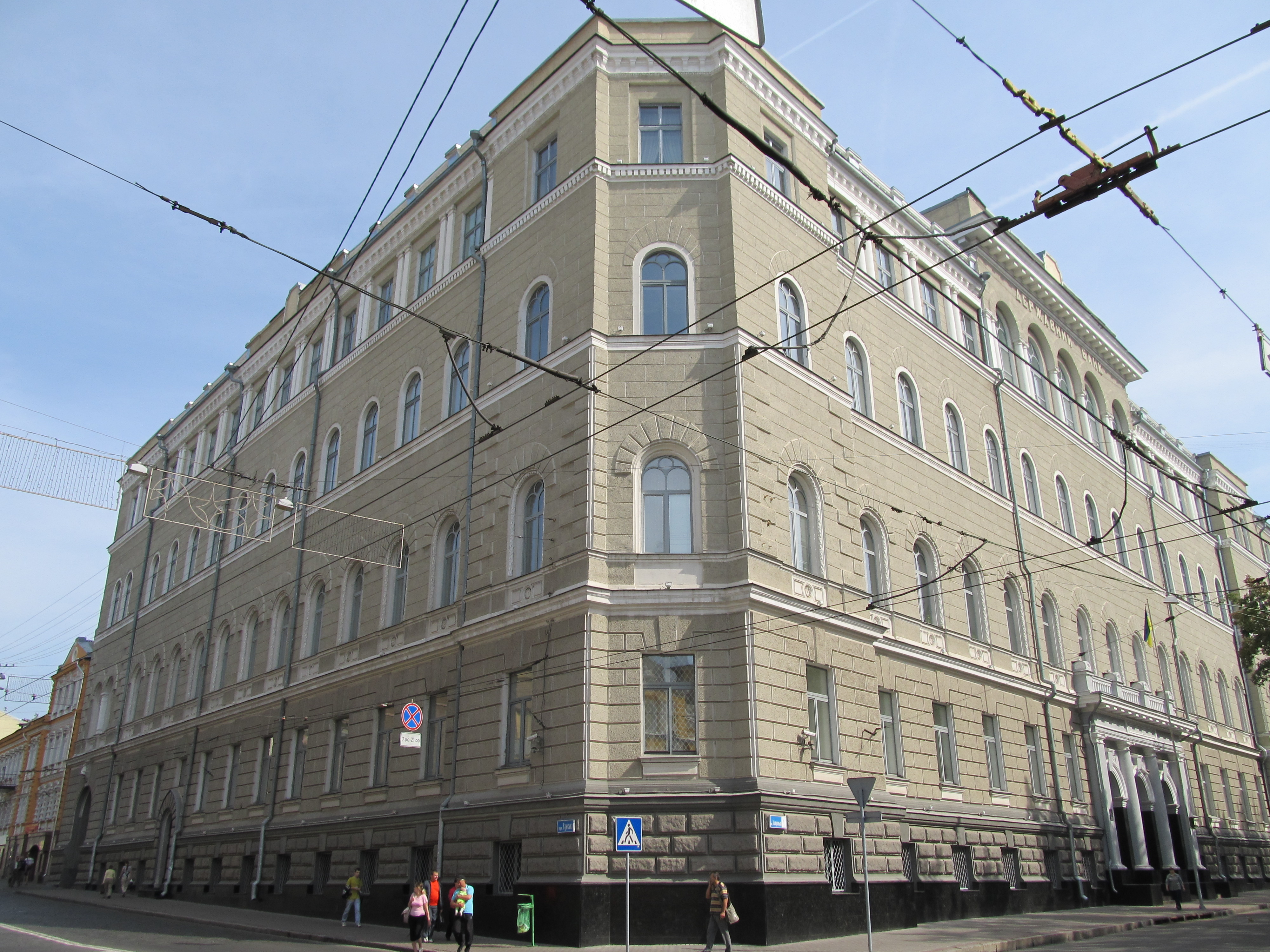
Здание Государственного банка на Театральной площади Харькова

В 1893 году получил ордена Св. Станислава 3-й степени.
Высочайшим приказом от 9 июня 1895 года он был определён на службу в Санкт-Петербургскую контору Государственного банка. Там же в конце XIX — начале XX века работал Генрих Андреевич Бертельс. Оба архитектора были членами хозяйственного комитета и строительной комиссии по хозяйственным и строительным делам банка. Обязанности между ними распределялись следующим образом: на Бертельса было возложено руководство строительными работами в зданиях Государственного банка в Санкт-Петербурге, на Голенищева — наблюдение за ходом строительных работ в зданиях провинциальных учреждений.
Участвовал в постройке здания конторы Государственного банка в Харькове (Сумская ул., д. 12). Вместе с арх. Г. А. Бертельсом, при участии А. И. фон Гогена в Санкт-Петербурге выполнял постройку зданий Ссудной казны и сберегательной кассы (набережная реки Фонтанки, 74, и 78; 1898—1900). Эти труды были отмечены орденом Св. Станислава 2-й степени.
Одновременно он участвовал в сооружении, выдержанного в формах флорентийского Ренессанса, нового здания конторы Государственного банка в Харькове (Театральная площадь, д. 1; 1897—1900, строил Ф. И. Шустер).
В 1904 году Р. П. Голенищев был назначен архитектором Государственного банка. В том же году под его руководством было закончено возведение здания для конторы банка в Риге, выполненное с использованием в оформлении фасада элементов итальянского Возрождения. Он также наблюдал за ремонтными работами в здании Бухарского отделения (с 1897 по 1907 год), за что получил орден Бухарской золотой звезды второй степени. Также он привлекался к работам по проектированию домов отделений в Омске (1900—1904), Казани (1908) и Нижнем Новгороде (1911—1913). Был награждён орденом Св. Анны 2-й степени и Св. Владимира 4-й степени. С 24 марта 1914 года состоял в чине статского советника.
В 1911 году он участвовал во Всемирном конгрессе архитекторов в Риме.
В 1917 году его командировали в Москву, где он жил с июня 1918 года, работая сначала младшим, а затем старшим инспектором по технической части в Народном банке.